# Megalomys desmarestii
Megalomys desmarestii é uma espécie de roedor extinto endêmico da ilha de Martinica.
Foi extinto durante o século XX, com a introdução do mangusto e devido a erupção vulcânica do Monte Pelée em 1902.